# Opuwo-Land
Der Wahlkreis Opuwo-Land (englisch Opuwo Rural) ist ein Wahlkreis im Nordwesten der Region Kunene in Namibia. Er hat 14.894 Einwohner (Stand 2023) auf einer Fläche von gut 21.500 km².
Wahlkreissitz ist die Ansiedlung Otuani.

## Wahlen
Im November 2019 trat der Wahlkreisvertreter Kazeongere Tjeundo des Popular Democratic Movement (PDM) als Notwendigkeit im Rahmen der Parlamentswahl 2019 zurück. Hierdurch wurde eine Nachwahl notwendig, die am 9. März 2020 stattfand und aus der PDM-Kandidat Uaurikua Kakuva als Sieger hervorging. Er starb im April 2021 und wurde durch Nachwahl Anfang Juli von Western Muharukua ebenfalls der PDM ersetzt.
| Wahl | Name               | Partei | Stimmenanteil |
| ---- | ------------------ | ------ | ------------- |
| 2015 | Kazeongere Tjeundo | DTA    | 57,6 %        |
| 2020 | Western Muharukua  | PDM    | 67,5 %        |